# احد الرجال
أحد الرجال (باليابانية: ある男) فيلم إثارة ياباني من اخراج كي ايشيكاوا. الفيلم مأخوذ عن رواية بنفس الاسم للأديب الياباني كيئتشيرو هيرانو، عُرض الفيلم لأول مرة في قسم الأفق في الدورة التاسعة والسبعين من مهرجان البندقية السينمائي.

## القصة
في محافظة ميازاكي، تلتقي ري تاكيموتو، المطلقة، برجل يُدعى دايسوكي تانيغوتشي، فتقع في حبه وتتزوجه سريعًا. وتعيشان حياة عائلية سعيدة، إلى أن يُودي حادث بحياة دايسوكي. بعد عام من جنازته، يُخبر أحد أقارب تانيغوتشي، ري، أن الرجل الذي ظهر في صورة الجنازة لم يكن دايسوكي. تُصدم ري بالحادثة، فتُوكل إلى أكيرا كيدو، المحامي وصديقها القديم، مهمة التحقيق في هوية زوجها الحقيقية وخلفيته. وكلما اكتشفا المزيد عن خلفية دايسوكي، تكشّفت حقائق صادمة عن الماضي، وشكّلت اختبارًا لعلاقاتهما مع أحبائهما.

## الممثلون
- ساتوشي تسومابوكي في دور أكيرا كيدو
- ساكورا أندو في دور ري تانيغوتشي
- ماساتاكا كوبوتا في دور دايسوكي تانيغوتشي
- نانا سينو في دور ميسوزو غوتو
- هيديكازو ماشيما في دور كيوشي تانيغوتشي
- كازوتويو كويابو في دور ناكاكيتا
- أيتو ساكاموتو في دور يوتو تانيغوتشي
- مياكو ياماغوتشي في دور هاتسو تاكيموتو
- كيتارو في دور إيتو
- شينسوكي كاتو في دور ياناغيساوا
- يومي كاواي في دور أكاني
- ديندن في دور كوسوغي
- يوكو ماكي في دور كاوري كيدو
- أكيرا إيموتو في دور نوريو كوميورا

## الجوائز والترشيحات
| قائمة الجوائز والترشيحات | قائمة الجوائز والترشيحات  | قائمة الجوائز والترشيحات | قائمة الجوائز والترشيحات | قائمة الجوائز والترشيحات | قائمة الجوائز والترشيحات |
| السنة                    | الجائزة                   | الفئة                    | المستلم                  | النتيجة                  | م.                       |
| ------------------------ | ------------------------- | ------------------------ | ------------------------ | ------------------------ | ------------------------ |
| 2022                     | جوائز هوتشي السينمائية    | أفضل فيلم                | احد الرجال               | فوز                      | [ 6 ]                    |
| 2022                     | جوائز بلو ريبون           | أفضل فيلم                | احد الرجال               | فوز                      |                          |
| 2022                     | جوائز بلو ريبون           | أفضل ممثلة مساعدة        | نانا سينو                | فوز                      |                          |
| 2022                     | مهرجان يوكوهاما السينمائي | أفضل 10 أفلام يابانية    | احد الرجال               | مركز 2                   |                          |
| 2022                     | مهرجان يوكوهاما السينمائي | أفضل سيناريو             | كوسوكي موكاي             | فوز                      |                          |
| 2022                     | مهرجان يوكوهاما السينمائي | أفضل تصوير سينمائي       | تاتسوتو كوندو            | فوز                      |                          |
| 2022                     | مهرجان يوكوهاما السينمائي | أفضل ممثلة مساعدة        | يومي كاواي               | فوز                      |                          |
| 2023                     | جائزة أكاديمية اليابان    | أفضل فيلم                | احد الرجال               | فوز                      | [ 7 ]                    |
| 2023                     | جائزة أكاديمية اليابان    | أفضل مخرج                | كي إيشيكاوا              | فوز                      | [ 7 ]                    |
| 2023                     | جائزة أكاديمية اليابان    | أفضل سيناريو             | كوسوكي موكاي             | فوز                      | [ 7 ]                    |
| 2023                     | جائزة أكاديمية اليابان    | أفضل ممثل                | ساتوشي تسومابوكي         | فوز                      | [ 7 ]                    |
| 2023                     | جائزة أكاديمية اليابان    | أفضل ممثل مساعد          | ماساتاكا كوبوتا          | فوز                      | [ 7 ]                    |
| 2023                     | جائزة أكاديمية اليابان    | أفضل ممثلة مساعدة        | ساكورا أندو              | فوز                      | [ 7 ]                    |
| 2023                     | جائزة أكاديمية اليابان    | أفضل تسجيل               | تاكيشي أوغاوا            | فوز                      | [ 7 ]                    |
| 2023                     | جائزة أكاديمية اليابان    | أفضل مونتاج              | كي إيشيكاوا              | فوز                      | [ 7 ]                    |

## روابط خارجية
- احد الرجال على موقع IMDb (الإنجليزية)
- احد الرجال على موقع ألو سيني (الفرنسية)
- احد الرجال على موقع قاعدة بيانات الفيلم (الإنجليزية)
- احد الرجال على موقع ليتربوكسد (الإنجليزية)